# شرامبرگ
شهر شرامبرگ (به آلمانی: Schramberg) در ایالت بادن-وورتمبرگ در کشور آلمان واقع شده‌است.